# Автошлях Т 0224
Автошля́х Т 0224 — автомобільний шлях територіального значення у Вінницькій області. Пролягає територією Тростянецького та Теплицького районів через Тростянчик—Теплик. Загальна довжина — 40,1 км.

## Маршрут
Автошлях проходить через такі населені пункти:
| Автошлях Т 0224     |              |
| Вінницька область   |              |
| Тростянецький район |              |
| Тростянчик          | Т 0222       |
| Глибочанське        |              |
| Глибочок            |              |
| Теплицький район    |              |
| Побірка             |              |
| Соболівка           |              |
| Велика Мочулка      |              |
| Мала Мочулка        |              |
| Залужжя             |              |
| Теплик              | Т 0209Т 0226 |